# Argyrolepidia similis
Argyrolepidia similis là một loài bướm đêm trong họ Noctuidae.